# Aleksandr Ščerbakov (calciatore)
Aleksandr Sergeevič Ščerbakov (in russo Александр Сергеевич Щербаков?; traslitterazione anglosassone: Aleksandr Shcherbakov; Polevskoj, 26 giugno 1998) è un calciatore russo, centrocampista del Volgar' Astrachan'.

## Caratteristiche tecniche
È un esterno destro.

## Carriera
Cresciuto nel settore giovanile dell'Ural, ha esordito in prima squadra il 19 marzo 2016 disputando l'incontro di Prem'er-Liga pareggiato 1-1 contro l'Achmat Groznyj.